# Індонезія на Олімпійських іграх
Індонезія дебютувала на Олімпійських іграх 1952 року на літніх Іграх в Гельсінкі й з того часу брала участь в усіх літніх Олімпіадах, окрім Ігор 1964 року в Токіо та Ігор 1980 року в Москві. На зимових Олімпійських іграх індонезійські спортсмени не брали участі жодного разу.
За історію своїх виступів індонезійськими спортсменами було здобуто 30 олімпійських нагород, у тому числі 7 золотих.
Національний олімпійський комітет Індонезії створено 1946 року та визнано в 1952 році.

## Медальний залік

### Медалі на Олімпійських іграх
| Ігри              | Золото          | Срібло          | Бронза          | Загалом         |
| 1952 Гельсінки    | 0               | 0               | 0               | 0               |
| 1956 Мельбурн     | 0               | 0               | 0               | 0               |
| 1960 Рим          | 0               | 0               | 0               | 0               |
| 1964 Токіо        | Не брала участі | Не брала участі | Не брала участі | Не брала участі |
| 1968 Мехіко       | 0               | 0               | 0               | 0               |
| 1972 Мюнхен       | 0               | 0               | 0               | 0               |
| 1976 Монреаль     | 0               | 0               | 0               | 0               |
| 1980 Москва       | Не брала участі | Не брала участі | Не брала участі | Не брала участі |
| 1984 Лос-Анджелес | 0               | 0               | 0               | 0               |
| 1988 Сеул         | 0               | 1               | 0               | 1               |
| 1992 Барселона    | 2               | 2               | 1               | 5               |
| 1996 Атланта      | 1               | 1               | 2               | 4               |
| 2000 Сідней       | 1               | 3               | 2               | 6               |
| 2004 Афіни        | 1               | 1               | 2               | 4               |
| 2008 Пекін        | 1               | 1               | 3               | 5               |
| 2012 Лондон       | 0               | 1               | 1               | 2               |
| 2016 Ріо          | 1               | 2               | 0               | 3               |
| Загалом           | 7               | 12              | 11              | 30              |

### За видами спорту
| Ігри            | Золото | Срібло | Бронза | Загалом |
| Бадмінтон       | 7      | 6      | 6      | 19      |
| Важка атлетика  | 0      | 5      | 5      | 10      |
| Стрільба з лука | 0      | 1      | 0      | 1       |
| Загалом         | 7      | 12     | 11     | 30      |